# プルート計画
プルート計画 (Project Pluto) は、アメリカ合衆国政府が実施した巡航ミサイル用原子力ラムジェットエンジンの開発プロジェクトである。試験エンジンが2基製造され、1961年と1964年に米国エネルギー省ネバダ核実験場で試験が行われた。 

## 歴史
1957年1月1日、アメリカ空軍とアメリカ原子力委員会は、 原子炉で発生する熱をラムジェットエンジンで利用することの実現可能性をローレンス放射線研究所 (現在のローレンス・リバモア国立研究所の前身) に研究させることを決定した。これがプルート計画である。研究は同研究所のR部門リーダーであったセオドア・チャールズ・マークルが率いた。 

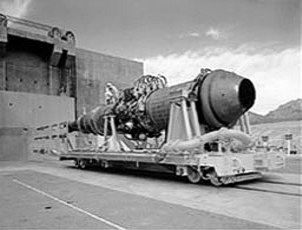
Tory-IIC 試作機

当初はカリフォルニア州リバモアで研究が進められていたが、のちにネバダ核実験場のジャッカス平原に確保した8平方マイル (21 km2) の土地 (サイト401と呼ばれる) に120万ドルを投じて建設した施設に移された。研究施設には総延長6マイル (10 km) の道路や組立施設、管理棟、倉庫の他、ラムジェット推進の模擬に使用する圧縮空気100万ポンド (450トン) を貯蔵するために全長25マイル (40km) に及ぶ油井管が敷設された。 
原子力ラムジェットエンジンの動作原理は比較的単純で、機体そのものの移動による風圧を利用して前方の空気をエンジン内部に押し込み (ラム効果)、その空気を原子炉で発生した熱で加熱し、高温空気を後方のノズルで膨張させながら高速で噴射することにより推進力を得るようになっている。 
空気を加熱するために原子炉を利用するのは新しい試みであった。コンクリートで覆われた商業発電用原子炉とは異なり、飛行させるための小型・軽量化と同時に、7,000-マイル (11,000 km) にも及ぶ航続距離を実現できるだけの耐久性も求められた。原子炉は数か月に渡って運転できるため、原子力巡航ミサイルは命令が発せられたら即座に攻撃できるよう空中待機させることができると考えられた。
プロジェクトの成否は、主に金属工学と材料工学の進歩にかかっていた。飛行中に原子炉を制御するために用いる空気エンジンは、赤熱し、かつ強い放射線に晒される状態でも動作することが求められた。また、いかなる天候においても、低高度で超音速を維持するため、原子炉はジェットエンジンやロケットエンジンに用いられる金属のほとんどの融点を上回る高温と環境条件に耐えることも求められた。このため燃料棒はセラミックスとされ、クアーズ・ポーセリン・カンパニー (現在のクアーズテック) との間で鉛筆ほどのサイズの燃料棒50万本の製造契約が結ばれた。 
原子力ラムジェットエンジンは、超音速低高度ミサイル (SLAM; Supersonic Low Altitude Missile) の動力源として用いることが提案されていた。地上から発射されたミサイルは、まず既存のロケットブースターを用いてラムジェットエンジンの作動速度域まで加速され、巡航高度に到達して人口密集地域から遠く離れたところで原子炉が作動するようになっていた。原子炉を用いることで射程が実質的に無制限となるため、ミサイルはソ連領内の標的への着弾命令が出るまで公海上で空中待機させることができた。SLAMの提案書では、ミサイルに複数の核弾頭を搭載して複数の標的を攻撃可能とすることで、巡航ミサイルを無人爆撃機として運用することも考えられていた。ミサイルはすべての弾頭を放出した後、人口密集地域の上空を数週間に渡って飛行するため、放射線による二次被害を引き起こす可能性があることが指摘されていたが、ミサイルは高速で飛翔しているため実際に地上に到達する放射線は低レベルに留まると考えられた (あくまで「地上のある1点に到達する放射線のレベルが低い」だけで、放射線を浴びる面積は極めて広い範囲になる)。一方、原子炉は高速飛行中に耐えて動作するよう作られているため、放射性降下物はほとんど、あるいはまったく発生しない。燃料切れや故障でミサイルが墜落した場合には墜落地点が放射能汚染されるが、原子炉による汚染は搭載する核弾頭に比べれば小さなものに留まる。 
1961年5月14日に、世界初の原子力ラムジェットエンジン「Tory-IIA」を鉄道車両に搭載して運転試験が行われたが、わずか数秒で壊れてしまった。しかし、その3年後には「Tory-IIC」が5分間に及ぶ全力運転に成功している。この他の試験も成功したが、ペンタゴンは原子力ラムジェットエンジンの開発はソ連に対して挑発的過ぎると考えるようになっていた。また、ソ連も同様のものを開発して対抗してくるものと考えられていたが、実際にはソ連がそういったものを開発することはなかった。一方で、それまで考えられていたよりも大陸間弾道ミサイルの開発は容易であることが実証されたことから、原子力巡航ミサイルを開発する動機は薄れていった。このため、開始から7年6か月を経た1964年7月1日にプルート計画は取り止めとなった。 

## 参照資料
1. ↑  DOE Archived 2012-03-03 at the Wayback Machine.
2. ↑  HEARINGS BEFORE SUBCOMMITTEES OF THE JOINT COMMITTEE ON ATOMIC ENERGY CONGRESS OF THE UNITED STATES EIGHTY-FIFTH CONGRESS SECOND SESSION ON OUTER SPACE PROPULSION BY NUCLEAR ENERGY JANUARY 22, 23, AND FEBRUARY 6, 1958. Washington: U.S. Govt. Print. Off. 1958.
3. ↑  Merkle, T. C. (1959-06-30) (English). THE NUCLEAR RAMJET PROPULSION SYSTEM.
4. ↑  “Muscle in Mothballs”. 2014年7月21日閲覧。

- 本記事の英語版はDOEのパブリックドメイン資料に基づく。